# دايفيد ديفيز (موظف ديني)
دايفيد ديفيز (بالإنجليزية: David Davies)‏ (و. 1742 – 1819 م) هو موظف ديني ‏، ومؤلف من المملكة المتحدة لبريطانيا العظمى وأيرلندا، ومملكة بريطانيا العظمى، توفي عن عمر يناهز 77 عاماً.

## التعليم
تعلم في كلية يسوع (أكسفورد)
.